# Districte de Llemotges
El Districte de Llemotges és un dels tres districtes del departament de l'Alta Viena, a la regió de la Nova Aquitània. Té 28 cantons i 108 municipis. El cap del districte és la prefectura de Llemotges.

## Cantons
cantó d'Aissa - cantó d'Embasac - cantó de Chasluç - cantó de Chasteu Nuòu - cantó d'Aimostier - cantó de L'Auriéra - cantó de Llemotges Beu Puég - cantó de Llemotges Carnot - cantó de Llemotges Centre - cantó de Llemotges Ciutat - cantó de Llemotges Condat - cantó de Llemotges Cornhac - cantó de Llemotges Cosés - cantó de Llemotges Esmautaires - cantó de Llemotges Grand Truèlh - cantó de Llemotges Isla - cantó de Llemotges La Bastida - cantó de Llemotges Sent Marçau - cantó de Llemotges Lu Palaiç - cantó de Llemotges Panasòu - cantó de Llemotges Puég Las Ròdas - cantó de Llemotges Vigenau - cantó de 'Neiçon - cantó de Nuèlh - cantó de Péira Bufíera - cantó de Sent German las Belas - cantó de Sent Liunard - cantó de Sent Iriès